# Ingolfiella abyssi
Ingolfiella abyssi är en kräftdjursart. Ingolfiella abyssi ingår i släktet Ingolfiella och familjen Ingolfiellidae. Inga underarter finns listade i Catalogue of Life.